# زیردریایی تیپ یو ۱۵۱
زیردریایی تیپ یو ۱۵۱ (به انگلیسی: German Type U 151 submarine) یک کلاس از زیردریایی است که ارتفاع آن ۹٫۲۵ متر (۳۰ فوت ۴ اینچ) می‌باشد.